# 山田喆
山田 喆（やまだ てつ、本名：山田 徹秀、1898年9月10日 - 1971年5月3日）は、新潟県三条市生まれの日本の陶芸家である。前衛陶芸団体走泥社の創始者の一人、山田光は息子にあたる。

## 来歴・人物
僧侶から陶芸家を志し中国宋窯を研究した。1947年、富本憲吉らと新匠美術工芸会を設立した。1963年、芸術選奨を受賞した。また書、篆刻、俳句を能くした。著書に句文集「風塵集」「陶房閑話」などがある。